# Pływanie na Letnich Igrzyskach Olimpijskich 1936 – 200 m stylem klasycznym kobiet
200 m stylem klasycznym kobiet – jedna z konkurencji pływackich rozgrywanych podczas XI Igrzysk Olimpijskich w Berlinie. Eliminacje odbyły się 8 sierpnia, półfinały 9 sierpnia a finał 11 sierpnia 1936 roku.
Mistrzynią olimpijską została reprezentantka Japonii i rekordzistka świata na tym dystansie Hideko Maehata, która cztery lata wcześniej o 0,1 s została wyprzedzona przez Australijkę Clare Dennis i zdobyła wicemistrzostwo. Srebro na igrzyskach w Berlinie wywalczyła Niemka Martha Genenger, uzyskując czas 3:04,2. Brąz, z czasem 3:07,8, zdobyła Dunka Inge Sørensen, stając się najmłodszą kobietą w historii, która zdobyła medal olimpijski w konkurencji indywidualnej. Sørensen miała wówczas 12 lat i 24 dni.
Podczas rozgrywania konkurencji dwukrotnie ustanowiono rekord olimpijski. W drugim wyścigu eliminacyjnym Martha Genenger uzyskała czas 3:02,9. Kilkanaście minut później, czasem 3:01,9 jej rekord poprawiła Hideko Maehata.

## Rekordy
Przed zawodami rekord świata i rekord olimpijski wyglądały następująco:
| Rekord            | Zawodniczka    | Czas   | Miejsce     | Data             |       |
| ----------------- | -------------- | ------ | ----------- | ---------------- | ----- |
| Rekord świata     | Hideko Maehata | 3:00,4 | Tokio       | 30 września 1933 | [ 2 ] |
| Rekord olimpijski | Clare Dennis   | 3:06,3 | Los Angeles | 9 sierpnia 1932  | [ 3 ] |

W trakcie zawodów ustanowiono następujące rekordy:
| Data       | Etap konkurencji      | Zawodniczka     | Czas   | Rekord |
| ---------- | --------------------- | --------------- | ------ | ------ |
| 8 sierpnia | wyścig eliminacyjny 2 | Martha Genenger | 3:02,9 | OR     |
| 8 sierpnia | wyścig eliminacyjny 3 | Hideko Maehata  | 3:01,9 | OR     |

## Wyniki

### Eliminacje
Do półfinałów zakwalifikowały się trzy najlepsze pływaczki z każdego wyścigu oraz dwie zawodniczki, które uzyskały najlepsze czasy.
Wyścig eliminacyjny 1
| Miejsce | Zawodniczka      | Państwo           | Czas   | Uwagi |
| ------- | ---------------- | ----------------- | ------ | ----- |
| 1.      | Inge Sørensen    | Dania             | 3:06,7 | Q     |
| 2.      | Kerstin Isberg   | Szwecja           | 3:08,7 | Q     |
| 3.      | Jopie Waalberg   | Holandia          | 3:10,4 | Q     |
| 4.      | Hanni Hölzner    | III Rzesza        | 3:11,0 | q     |
| 5.      | Dorothy Schiller | Stany Zjednoczone | 3:17,4 | q     |
| 6.      | Vera Kingston    | Wielka Brytania   | 3:21,7 |       |
| 7.      | Joan Langdon     | Kanada            | 3:24,3 |       |

Wyścig eliminacyjny 2
| Miejsce | Zawodniczka      | Państwo           | Czas   | Uwagi |
| ------- | ---------------- | ----------------- | ------ | ----- |
| 1.      | Martha Genenger  | III Rzesza        | 3:02,9 | Q,    |
| 2.      | Jenny Kastein    | Holandia          | 3:07,8 | Q     |
| 3.      | Unoko Tsuboi     | Japonia           | 3:15,0 | Q     |
| 4.      | Anja Lappalainen | Finlandia         | 3:19,1 |       |
| 5.      | Ann Govednik     | Stany Zjednoczone | 3:25,3 |       |

Wyścig eliminacyjny 3
| Miejsce | Zawodniczka         | Państwo           | Czas   | Uwagi |
| ------- | ------------------- | ----------------- | ------ | ----- |
| 1.      | Hideko Maehata      | Japonia           | 3:01,9 | Q,    |
| 2.      | Valborg Christensen | Dania             | 3:07,8 | Q     |
| 3.      | Margaret Gomm       | Wielka Brytania   | 3:15,7 | Q     |
| 4.      | Iris Cummings       | Stany Zjednoczone | 3:21,9 |       |
| 5.      | Eliška Boubelová    | Czechosłowacja    | 3:25,8 |       |
| 6.      | Tenny Wyss          | Szwajcaria        | 3:31,3 |       |

Wyścig eliminacyjny 4
| Miejsce | Zawodniczka        | Państwo         | Czas   | Uwagi |
| ------- | ------------------ | --------------- | ------ | ----- |
| 1.      | Trude Wollschläger | III Rzesza      | 3:08,5 | Q     |
| 2.      | Doris Storey       | Wielka Brytania | 3:10,8 | Q     |
| 3.      | Maria Lenk         | Brazylia        | 3:17,2 | Q     |
| 4.      | Edel Nielsen       | Dania           | 3:21,3 |       |
| 5.      | Jo Stroomberg      | Holandia        | 3:22,5 |       |

### Półfinały
Do finału zakwalifikowały się trzy najlepsze pływaczki z każdego wyścigu oraz szybsza zawodniczka spośród tych, które zajęły czwarte miejsca.
Półfinał 1
| Miejsce | Zawodniczka        | Państwo    | Czas   | Uwagi |
| ------- | ------------------ | ---------- | ------ | ----- |
| 1.      | Hideko Maehata     | Japonia    | 3:03,1 | Q     |
| 2.      | Inge Sørensen      | Dania      | 3:06,0 | Q     |
| 3.      | Hanni Hölzner      | III Rzesza | 3:08,8 | Q     |
| 4.      | Jopie Waalberg     | Holandia   | 3:09,7 | Q     |
| 5.      | Trude Wollschläger | III Rzesza | 3:10,3 |       |
| 6.      | Maria Lenk         | Brazylia   | 3:17,7 |       |

Półfinał 2
| Miejsce | Zawodniczka         | Państwo           | Czas   | Uwagi |
| ------- | ------------------- | ----------------- | ------ | ----- |
| 1.      | Martha Genenger     | III Rzesza        | 3:02,8 | Q     |
| 2.      | Jenny Kastein       | Holandia          | 3:09,2 | Q     |
| 3.      | Doris Storey        | Wielka Brytania   | 3:09,8 | Q     |
| 4.      | Kerstin Isberg      | Szwecja           | 3:11,4 |       |
| 5.      | Valborg Christensen | Dania             | 3:14,1 |       |
| 6.      | Unoko Tsuboi        | Japonia           | 3:18,4 |       |
| 7.      | Dorothy Schiller    | Stany Zjednoczone | 3:18,5 |       |

### Finał
| Miejsce | Zawodniczka     | Państwo         | Czas   | Uwagi |
| ------- | --------------- | --------------- | ------ | ----- |
| 1. !    | Hideko Maehata  | Japonia         | 3:03,6 |       |
| 2. !    | Martha Genenger | III Rzesza      | 3:04,2 |       |
| 3. !    | Inge Sørensen   | Dania           | 3:07,8 |       |
| 4.      | Hanni Hölzner   | III Rzesza      | 3:09,5 |       |
| 4.      | Jopie Waalberg  | Holandia        | 3:09,5 |       |
| 6.      | Doris Storey    | Wielka Brytania | 3:09,7 |       |
| 7.      | Jenny Kastein   | Holandia        | 3:12,8 |       |